# Villers-Saint-Ghislain
Villers-Saint-Ghislain (wa. Vilé-Sint-Guilin) – dzielnica (section) miasta Mons w Belgii, w Regionie Walońskim, w prowincji Hainaut, w okręgu Mons. 1 stycznia 2020 roku liczyła 655 mieszkańców. Do 31 grudnia 1976 samodzielna gmina. 

## Demografia
Liczba mieszkańców, stan na 1 stycznia:
| Rok                | 1930 | 1947 | 1961 | 2020 |
| ------------------ | ---- | ---- | ---- | ---- |
| Liczba mieszkańców | 536  | 548  | 576  | 655  |